# Neuvy-Pailloux
Neuvy-Pailloux – miejscowość i gmina we Francji, w Regionie Centralnym, w departamencie Indre.
Według danych na rok 1990 gminę zamieszkiwało 1250 osób, a gęstość zaludnienia wynosiła 30 osób/km² (wśród 1842 gmin Regionu Centralnego Neuvy-Pailloux plasuje się na 314. miejscu pod względem liczby ludności, natomiast pod względem powierzchni na miejscu 146.).